# Акатовське сільське поселення
Акатовське сільське поселення — муніципальне утворення у складі  Гагарінського району  Смоленської області  Росії. Адміністративний центр — село  Акатово. На території поселення знаходиться 21 населений пункт.
Утворено 2 грудня 2004 року.
Главою поселення і Главою адміністрації є Новожилов Анатолій Петрович .

## Географічні дані
- Загальна площа: 300 км²
- Розташування: східна частина Гагарінського району
- Межує:
  - На півночі — з  Гагарінським сільським поселенням
  - На сході — з  Московською областю
  - На південному сході — з  Мальцівським сільським поселенням
  - На південному заході — з  Нікольським сільським поселенням
  - На заході — з  Гагарінським міським поселенням
  - На північному заході — з  Ашковським сільським поселенням

- По території поселення проходить автомобільна дорога Гагарін — Пишково.
- По території поселення проходить залізниця Москва — Мінськ, станцій немає.
- Велика річка:  Алешня,  Москва.
- На території поселення знаходиться крайня східна точка Смоленської області (4 км на схід від села Запрудня) 55°35′39″ пн. ш. 35°23′19″ сх. д. / 55.59417° пн. ш. 35.38861° сх. д..

## Адміністративний устрій
До складу поселення входять такі населені пункти:
- присілок Акатово — адміністративний центр
- Андроново, присілок
- Баришево, присілок
- Груздєво, присілок
- Воробйово, присілок
- Довге, присілок
- Дубиніно, присілок
- Дурово, присілок
- Жабино, присілок
- Запрудня, присілок
- Заріччя, присілок
- Зубково, присілок
- Івашково, присілок
- Колесники, присілок
- Кур'яново, присілок
- Лескино, присілок
- Максимівка, присілок
- Пальки, присілок
- Пишково, присілок
- Рильково, присілок
- Старе, присілок
- Столбово, присілок
- Шапкіно, присілок
- Фокино, присілок

Загальна чисельність населення — 1430 чоловік.